# Episodi di Giudice di notte (ottava stagione)
L'ottava stagione della serie televisiva Giudice di notte è stata trasmessa in anteprima negli Stati Uniti d'America dalla NBC tra il 28 settembre 1990 e l'8 maggio 1991.
| nº | Titolo originale                                              | Titolo italiano | Prima TV USA      | Prima TV Italia |
| -- | ------------------------------------------------------------- | --------------- | ----------------- | --------------- |
| 1  | A Family Affair (Part 1)                                      |                 | 28 settembre 1990 |                 |
| 2  | A Family Affair (Part 2)                                      |                 | 5 ottobre 1990    |                 |
| 3  | When Harry Met Margaret                                       |                 | 12 ottobre 1990   |                 |
| 4  | Can't Buy Me Love                                             |                 | 19 ottobre 1990   |                 |
| 5  | Death Takes a Halloween                                       |                 | 26 ottobre 1990   |                 |
| 6  | Crossroads (Part 1)                                           |                 | 2 novembre 1990   |                 |
| 7  | Crossroads (Part 2)                                           |                 | 2 novembre 1990   |                 |
| 8  | Day Court                                                     |                 | 9 novembre 1990   |                 |
| 9  | A Night Court at the Opera                                    |                 | 16 novembre 1990  |                 |
| 10 | Nobody Says Rat Fink Anymore                                  |                 | 23 novembre 1990  |                 |
| 11 | Jail Bait                                                     |                 | 7 dicembre 1990   |                 |
| 12 | It's Just a Joke                                              |                 | 14 dicembre 1990  |                 |
| 13 | Bringing Down Baby                                            |                 | 4 gennaio 1991    |                 |
| 14 | Presumed Insolvent                                            |                 | 23 gennaio 1991   |                 |
| 15 | Mama Was a Rollin' Stone                                      |                 | 30 gennaio 1991   |                 |
| 16 | Attachments Included                                          |                 | 6 febbraio 1991   |                 |
| 17 | Alone Again, Naturally                                        |                 | 13 febbraio 1991  |                 |
| 18 | Hey Harry, F'Crying Out Loud--It Is a Wonderful Life... Sorta |                 | 27 febbraio 1991  |                 |
| 19 | To Sleep, No More                                             |                 | 6 marzo 1991      |                 |
| 20 | With a Little Help from My Friends                            |                 | 13 marzo 1991     |                 |
| 21 | Mac Takes a Vocation                                          |                 | 20 marzo 1991     |                 |
| 22 | Harry's Fifteen Minutes                                       |                 | 3 aprile 1991     |                 |
| 23 | Where There's a Will, There's a Tony (Part 1)                 |                 | 1º maggio 1991    |                 |
| 24 | Where There's a Will, There's a Tony (Part 2)                 |                 | 8 maggio 1991     |                 |